# Ewa Wycichowska
Ewa Wycichowska (ur. 29 listopada 1949 w Poznaniu) – choreograf, pedagog, tancerka, profesor sztuk muzycznych, kierownik Zakładu Tańca Uniwersytetu Muzycznego Fryderyka Chopina w Warszawie oraz profesor zwyczajny w Katedrze Tańca i Gimnastyki Akademii Wychowania Fizycznego im. Eugeniusza Piaseckiego w Poznaniu.

## Życiorys
Absolwentka Poznańskiej Szkoły Baletowej (1968) i pedagogiki tańca na Akademii Muzycznej im. Fryderyka Chopina w Warszawie (1982). Studiowała taniec modern w L’Academie Internationale de la Danse w Paryżu. Była primabaleriną Teatru Wielkiego w Łodzi.
Autorka ponad siedemdziesięciu choreografii do spektakli zrealizowanych nie tylko w Polsce, ale również we Włoszech, Czechach, Niemczech i USA. Dyrektor artystyczny i inicjator Dancing Poznań. Juror międzynarodowych i polskich konkursów tańca, członek Międzynarodowej Rady Tańca, ekspert ministerialny, prezes Polskiego Stowarzyszenia Choreoterapii.
Od 1988 – po Conradzie Drzewieckim – przejęła dyrekcję Polskiego Teatru Tańca – Baletu Poznańskiego, którą sprawowała do 2016. Współpracowała z wieloma choreografami. Jej zaproszenie przyjęli m.in. Birgit Cullberg, Mats Ek, Örjan Andersson, Karine Saporta, Ohad Naharin. Współpraca została nawiązana również z reżyserami operowymi, teatralnymi i filmowymi m.in. z Jerzym Jarockim, Erwinem Axerem, Maciejem Prusem, Krzysztofem Zanussim, Krzysztofem Kieślowskim, Jerzym Kawalerowiczem, Ryszardem Perytem, Adamem Hanuszkiewiczem, Krystyną Jandą, Krzysztofem Zaleskim i Eugeniuszem Korinem.
Ewa Wycichowska zatańczyła tytułowe partie w „Romeo i Julii” (chor. Borkowski), „Giselle” (chor. Coralli/Perrot/Piasecki), „Coppelii” (chor. Kujawa), „Córce źle strzeżonej” (chor. Papliński), a także w „Zielonym stole” (chor. Jooss), „Gajane” (chor. Ejfman), „Medei” (chor. Kujawa), „Ognistym ptaku” (chor. Drzewiecki), „Królewnie Śnieżce” (chor. Borkowski), „Śnie nocy letniej” i „Wolfgangu Amadeuszu” (chor. Veredon), „Carmen” (chor. Makarowski), „Faust goes rock” i „Skrzypku opętanym” we własnej choreografii.
W październiku 2024 otrzymała tytuł doktora honoris causa Akademii Muzycznej im. Grażyny i Kiejstuta Bacewiczów w Łodzi. Był to pierwszy w Polsce i jeden z pierwszych w Europie doktoratów honoris causa dla tancerki i choreografki.

## Ważniejsze choreografie
- 1980: „Głos kobiecy” (muz. K. Knittel) Teatr Wielki w Łodzi
- 1982: „Koncert f-moll” (muz. F. Chopin) Teatr Wielki w Łodzi
- 1982: „Serenada” (muz. M. Karłowicz) Teatr Wielki w Łodzi
- 1982: „Stabat Mater” (muz. K. Szymanowski) Teatr Wielki w Łodzi
- 1983: „Karłowicz/Interpretacje” (muz. M. Karłowicz) Teatr Wielki w Łodzi
- 1984: „Republika – rzecz publiczna” (muz. G. Ciechowski) Teatr Wielki w Łodzi
- 1985: „Cień” i „Cień II” (muz. M.K. Przybylski) Teatr Wielki w Łodzi i Teatr Wielki w Warszawie
- 1985: „Miriam” (muz. M.K. Przybylski) Teatr Wielki w Łodzi
- 1985: „Pax et bonum” (muz. J. Łuciuk) Teatr Wielki w Łodzi
- 1986: „Faust goes rock” (muz. The Shade) Teatr Wielki w Łodzi
- 1989: „Samotność Fauna” (muz. N.M. Kuźnik) Polski Teatr Tańca
- 1989: „Święto wiosny” (muz. I. Strawiński) Teatr Wielki w Łodzi
- 1989: „Faust goes rock” (muz. The Shade) Polski Teatr Tańca
- 1990: „Fantazja na Harnasia” (muz. W. Kilar) Polski Teatr Tańca
- 1990: „Symfonia koncertująca Es-dur” (muz. W.A. Mozart) Polski Teatr Tańca
- 1991: „Skrzypek opętany” (muz. M. Małecki) Polski Teatr Tańca
- 1991: „Bachianas Brasileiras” (muz. H. Villa-Lobos) Polski Teatr Tańca
- 1992: „Inni” (muz. M. Horndasch) Polski Teatr Tańca
- 1992: „Mournes” (muz. O. Golijov) Polski Teatr Tańca
- 1992: „Album z tego świata” (muz. K. Dębski) Polski Teatr Tańca
- 1993: „Misterium Słońca”, „Misterium Ziemi” (muz. A. Ginastera) Polski Teatr Tańca
- 1993: „Święto wiosny” (muz. I. Strawiński) Polski Teatr Tańca
- 1994: „Szatan w Goraju” (muz. K. Knittel) Convergence Dancers and Musicians (Filadelfia)
- 1994: „Już się zmierzcha” (muz. H.M. Górecki) Polski Teatr Tańca
- 1994: „Introdukcja” i „Polonez” (muz. F. Chopin) Polski Teatr Tańca
- 1995: „Kilara Exodus Polskie” (muz. W. Kilar) Polski Teatr Tańca
- 1995: „Jezioro łabędzie” (Prolog i III akt – Bal u Rotbarta) (muz. P. Czajkowski) Polski Teatr Tańca i Teatr Wielki w Poznaniu
- 1995: „Dziecko Słońca” (muz. M. Biliński) Polski Teatr Tańca
- 1996: „Niebezpieczne związki” (muz. J.S. Bach, E. Satie) Polski Teatr Tańca
- 1997: „Daina” (muz. T. Szeligowski, Z. Łowżył) Polski Teatr Tańca
- 1997: „Transss... Nieprawdziwe zdarzenie progresywne” (muz. L. van Beethoven, Z. Łowżył) Polski Teatr Tańca
- 1998: „+ – skończoność” (muz. M. Nyman L. Ferrari) Polski Teatr Tańca
- 2000: „Tango z Lady M.” (muz. L. Możdżer, A. Piazzolla) Polski Teatr Tańca
- 2000: „Z cienia” (muz. M.K. Przybylski) Polski Teatr Tańca (choreografia: Paulina Wycichowska)
- 2002: „Walka karnawału z postem” (muz. Zb. Łowżył, K. Wiki Nowikow) Polski Teatr Tańca
- 2003: „... a ja tańczę” (muz. J. Wierzchowski) Polski Teatr Tańca
- 2005: „Przypadki Pana von K.” (muz. L. Zielińska, Fr. Schubert) Polski Teatr Tańca
- 2006: „Jezioro łabędzie” (Prolog i akt III, muz. P. Czajkowski) Opera Wrocławska
- 2006: „Stabat Mater” (muz. K. Szymanowski) Teatr Wielki w Warszawie
- 2007: „Carpe diem” (muz. Zbigniew Górny, Marcin Górny) Polski Teatr Tańca
- 2007: „Wiosna-Effatha” (muz. Jacek Wierzchowski) Polski Teatr Tańca
- 2009: „Komeda – Sextet” (muz. K. Komeda-Trzciński, A. Zubel) Polski Teatr Tańca
- 2011: „Spotkania w II niespełnionych aktach” (muz. K. Knittel) Teatr Wielki w Łodzi i Polski Teatr Tańca (choreografia: Paulina Wycichowska)
- 2012: „FootBall@” (muz. Krzysztof „Wiki” Nowikow) Polski Teatr Tańca
- 2012: „Conrad Drzewiecki – in memoriam. Artyści wczoraj i dziś” Polski Teatr Tańca

## Ordery i odznaczenia
- Krzyż Kawalerski Orderu Odrodzenia Polski (1998)[8]
- Złoty Medal „Zasłużony Kulturze Gloria Artis” (2016)[9]
- Srebrny Medal „Zasłużony Kulturze Gloria Artis” (2007)[9]
- Odznaka honorowa „Za zasługi dla województwa wielkopolskiego” (2003)
- Honorowa Odznaka Miasta Łodzi (1985)
- Medal „Ad Perpetuam Rei Memoriam” (1993)[10]
- Złoty Medal Honorowy „Verba Docent Exempla Trahunt” (Towarzystwo im. Hipolita Cegielskiego, 2015)
- Medal Wojewody Poznańskiego „Ad Perpetuam Rei Memoriam” z okazji 25-lecia działalności baletowej (1994)
- Medal 200-lecia Baletu Polskiego
- Odznaka Honorowa ZAiKS-u (2009)[11]

## Nagrody
- I nagroda w kategorii wykonawców na 1. Ogólnopolskim Konkursie Choreograficznym w Łodzi (1970)
- Nagroda miasta Łodzi (1983)
- Nagroda Artystyczna Młodych im. Stanisława Wyspiańskiego I stopnia (1985)[12]
- „Biały Bez” (1989)
- Medal im. Wacława Niżyńskiego za choreografię do „Święta wiosny” i „Samotności fauna” (1991)
- Buława Hetmańska dla spektaklu „Faust Goes Rock” na 16. Zamojskim Lecie Teatralnym (1991)
- Special Awards Fringe First na Festiwalu Sztuki w Edynburgu za spektakl „Samotności fauna” (1992)[12]
- Nadzwyczajna Złota Maska łódzkich recenzentów teatralnych z okazji jubileuszu 25-lecia pracy artystycznej (1994)
- „Biała Pyra” - nagroda poznańskiej „Gazety Wyborczej” (1998)
- Buława Hetmańska - nagroda w plebiscycie publiczności za przedstawienie „Tango z Lady M.” na 25. Zamojskim Lecie Teatralnym (2000)
- Fotel Leona, statuetka dla najciekawszego przedstawienia - spektaklu „Transss...” na 3. Przeglądzie Współczesnego Dramatu w Zielonej Górze (2000)
- Nagroda ZAiKS za wybitną twórczość choreograficzną (2001)[11]
- Buława Hetmańska - nagroda w plebiscycie publiczności za spektakl „Walk@ karnawału z postem” na 28. Zamojskim Lecie Teatralnym (2002)
- Nagroda Czeskiej Telewizji dla spektaklu „Walk@ karnawału z postem” na Międzynarodowym Festiwalu Telewizyjnym „Złota Praga” w Pradze (2007)
- Nagroda Sekcji Krytyków Teatralnych Polskiego Ośrodka Międzynarodowego Instytutu Teatralnego ITI – UNESCO za popularyzację polskiej kultury teatralnej za granicą (2008)
- Nagroda Specjalna Ministra Kultury i Dziedzictwa Narodowego w uznaniu zasług dla kultury polskiej (2008)
- „Terpsychora” – nagroda Sekcji Tańca i Baletu ZASP (2009)[2][6]
- Nagroda Artystyczna Miasta Poznania (2013)
- Doroczna Nagroda Ministra Kultury i Dziedzictwa Narodowego za szczególne dokonania artystyczne w dziedzinie tańca (2015)[13]
- Złoty Hipolit (Towarzystwo im. Hipolita Cegielskiego, 2020)[14]
- tytuł „Zasłużony dla Miasta Poznania” (2022)[15]

Źródło:.